# Alcaya
Alcaya es una ciudadela arqueológica precolombina ubicada en el municipio de Salinas de Garci Mendoza del departamento de Oruro en el Altiplano de Bolivia. Se encuentra a 287 km de la ciudad de Oruro, capital departamental, y a 9 km de la población de Salinas de Garci Mendoza, cercano a la frontera con el departamento de Potosí, a más de 4.000 m s. n. m.
En este sitio se encuentran varias herramientas, utensilios, chullpares, tejidos y artesanías precolombinas que fueron recuperadas y depositadas para su exposición. En el sitio también se pueden observar momias, viviendas circulares construidas en piedra, terrazas agrícolas y un singular cementerio subterráneo.
En 2016, la ciudadela de Alcaya fue declarada patrimonio departamental de Oruro con el fin de promocionar y obtener recursos en favor del sitio.
En el complejo arqueológico se distinguen tres sectores. El primer sector es habitacional, situado sobre la serranía, compuesto de casas de piedra de planta circular, mientras que el segundo sector tiene un sistema de canales de riego con paramentos bien construidos. Por último el tercer sector tiene un singular cementerio subterráneo de piedra. Este lugar cuenta con guías turísticos que interiorizan a los visitantes en la historia de la ciudad precolombina.